# Casa-fàbrica Llenas
La casa-fàbrica Llenas era un conjunt d'edificis situat als carrers d'en Sadurní i d'en Robador del Raval de Barcelona, avui desapareguts.

## Història

Projecte dels carrers de Sant Rafael, Sadurní i Beat Oriol (1798). Hom hi pot llegir «Fusina dels Argenters»

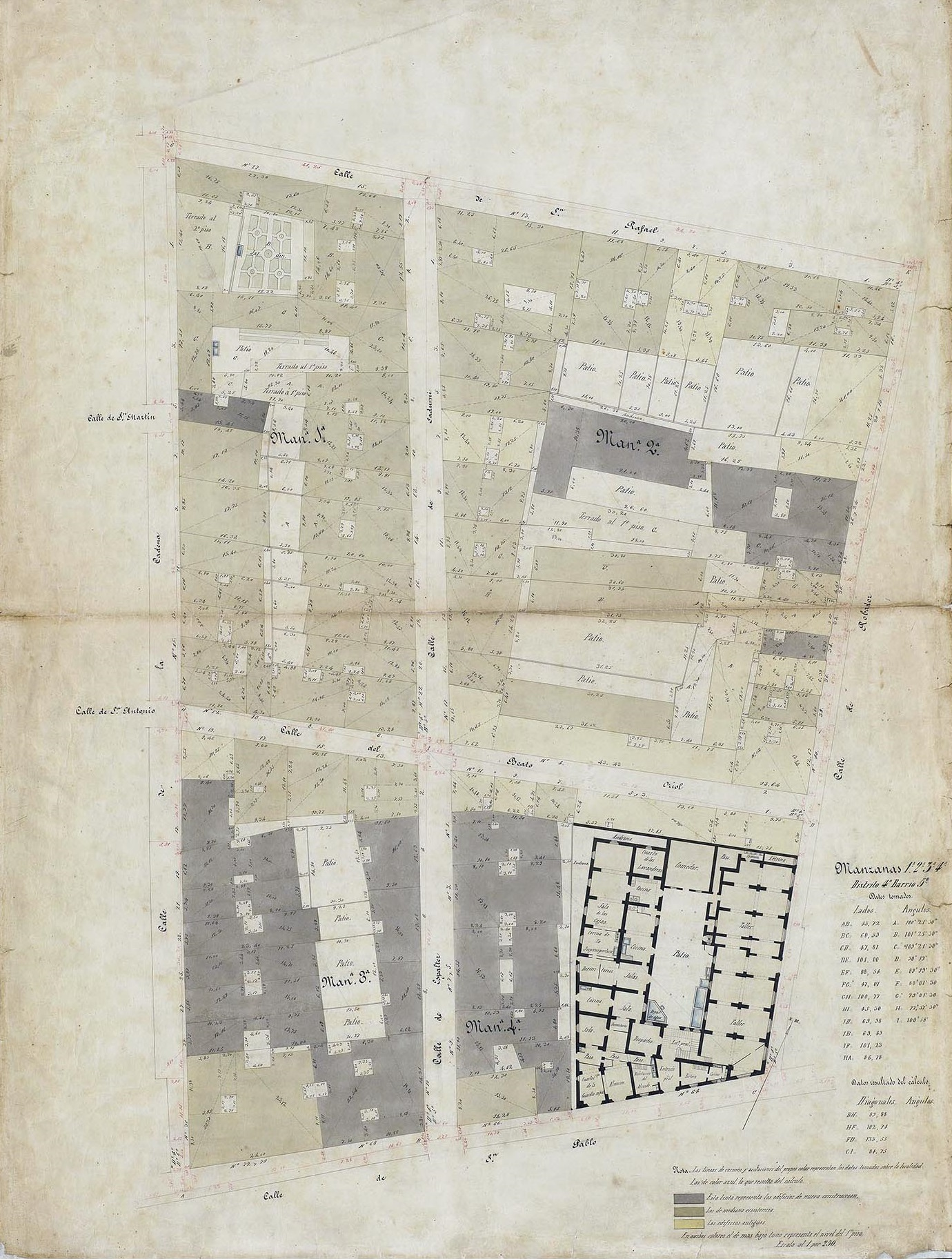
Quarteró núm. 95 de Garriga i Roca (c. 1860)

Els tintorers Francesc i Joan Llenas i Colom, originaris de Moià, es van establir a Barcelona. El primer ho va fer al carrer d'en Robador, on el 1818 va adquirir la casa de Joan Poch als seus marmessors. El 1826, la vídua Margarida Codina va adquirir en emfiteusi a Josep Ignasi de Mercader i de Sadurní una parcel·la al carrer d'aquest nom, on l'any següent va demanar permís per a construir-hi un edifici de planta baixa i un pis, segons el projecte del mestre de cases Josep Pedrerol i Carbonell. El 1828, va adquirir en emfiteusi al fabricant de teixits Joan Ballès una parcel·la a l'interior d'illa procedent de l'antic hort de la fusina dels argenters.
El 1830, l'hereu Francesc Llenas i Codina va fer remuntar un entresol i dos pisos a l'edifici del carrer d'en Sadurní segons el projecte del mateix Pedrerol, i el 1835 encara s'hi va remuntar un quart pis a partir del plànol del mestre d'obres Francesc Ubach. En aquella època, hi havia el fabricant de teixits Ignasi Cortès i Ballot, que va obtenir una menció honorífica a l'Exposició de Madrid del 1841.
El 1845, Francesc Llenas i Codina va demanar permís per a reedificar la casa del carrer d'en Robador, 28 segons el projecte del mestre d'obres Esteve Bosch i Gironella. El 1847 va demanar permís per a instal·lar a l'interior d'illa (on es va traslladar la indústria de tints d'estam i cotó), una màquina de vapor de mitjana pressió i 3 CV per a substituir els cavalls que movien la sínia que subministrava aigua al tint, segons els plànols de l'arquitecte Josep Fontserè i Domènech. El 1851, va adquirir a Joan Alabau la casa del carrer d'en Robador, 30, i va demanar novament permís per a instal·lar una màquina de vapor al carrer d'en Sadurní. En aquella època, hi havia el fabricant de teixits Pere Cases i Llobet.
Francesc Llenas i Codina morí el 1854 i fou succeït pel seu germà Joan, mort el 1859. Aleshores, la propietat va passar en usdefruit a la vídua Raimunda Marfà i Ros, i el 1887, el tint encara era citat sota la raó social de Vídua de Francesc Llenas i Codina.
El 1936, els hereus de Joan Llenas i Codina van oferir la propietat a l'Ajuntament de Barcelona per a instal·lar-hi una llar d'infants. Entre 1947 i 1967, acollí el Cine Argentina, després fou convertida en garatge, i finalment fou enderrocada a principis del segle xxi per a l'operació de renovació urbana «Illa Robador».